# Is This the World We Created...?
«Is This the World We Created…?» — песня британской рок-группы Queen, изначально вышедшая в альбоме The Works 1984 года.
На концертах исполнялась с 1984 по 1986 год. Вошла в финальную часть Live Aid. Самая короткая песня альбома.

## История
«Is This the World We Created…?» была создана в Мюнхене после просмотра Фредди Меркьюри и Брайаном Мэем новостей о нищете в Африке. Меркьюри написал основной текст, Мэй дополнил его и стал автором музыки.
Песня была записана на гитаре Ovation, но во время живых выступлений Мэй использовал инструмент барабанщика Роджера Тейлора — Gibson Chet Atkins CE, чьей особенностью были нейлоновые струны. Во время записи была создана партия на фортепиано, но не вошла в финальную версию.
«Is This the World We Created…?» завершила альбомThe Works, хотя изначально предполагалось, что последним треком станет «There Must Be More to Life Than This» (вошла в дебютный сольный альбом Меркьюри Mr. Bad Guy).
Песня исполнялась на Live Aid (Мэем и Меркьюри) и на знаменитом концерте на стадионе Уэмбли в 1986 году.